# Theodore Edme Mionnet
Théodore Edme Mionnet (1770 - 1842) – numizmatyk francuski.
Urodzony w Paryżu, gdzie kształcił się w renomowanym kolegium kardynała Le Moine, a następnie odbył studia prawnicze w École de droit. Po czterech latach praktyki w tym zawodzie i odsłużeniu krótkiego okresu w wojsku, skąd zwolniono go wskutek choroby, w 1795 r. podjął pracę asystenta w gabinecie numizmatycznym paryskiej Biblioteki Narodowej. Położył tam znaczne zasługi w katalogowaniu i opisywaniu zbiorów. 
Podróżował po Włoszech. Zgromadził pokaźny zbiór odcisków (w siarce) monet greckich i rzymskich. Dokonał wielu cennych ustaleń i odkryć numizmatycznych. W 1830 r. został przyjęty do Akademii Inskrypcji i Literatury Pięknej.
Dziełem jego życia jest 17-tomowe Description des médailles antiques, grecques et romaines avec leur degré de rareté et leur estimation (1806-1830). Wydał też De la rareté et du prix des médailles romaines (1815, "O rzadkości i cenie medali rzymskich"). Był twórcą tzw. skali Mionneta, która przez długi czas służyła do określania wielkości (modułów) monet (składała się z 19 koncentrycznych kręgów o zróżnicowanej średnicy, zgodnych z najczęściej spotykanymi wymiarami monet starożytnych).